# Rockford (Illinois)
Rockford ist eine Stadt und Verwaltungssitz des Winnebago County im Norden des US-amerikanischen Bundesstaates Illinois. Im Jahr 2000 hatte Rockford 150.115 Einwohner, eine Zahl, die bis 2016 auf 147.651 sank. Das U.S. Census Bureau hat bei der Volkszählung 2020 eine Einwohnerzahl von 148.655 ermittelt.
Rockford, das Kernstadt der Metropolregion Rockford ist, ist nach Chicago und Aurora die drittgrößte Stadt von Illinois.
Die Stadt ist Sitz des Bistums Rockford.

## Geografie

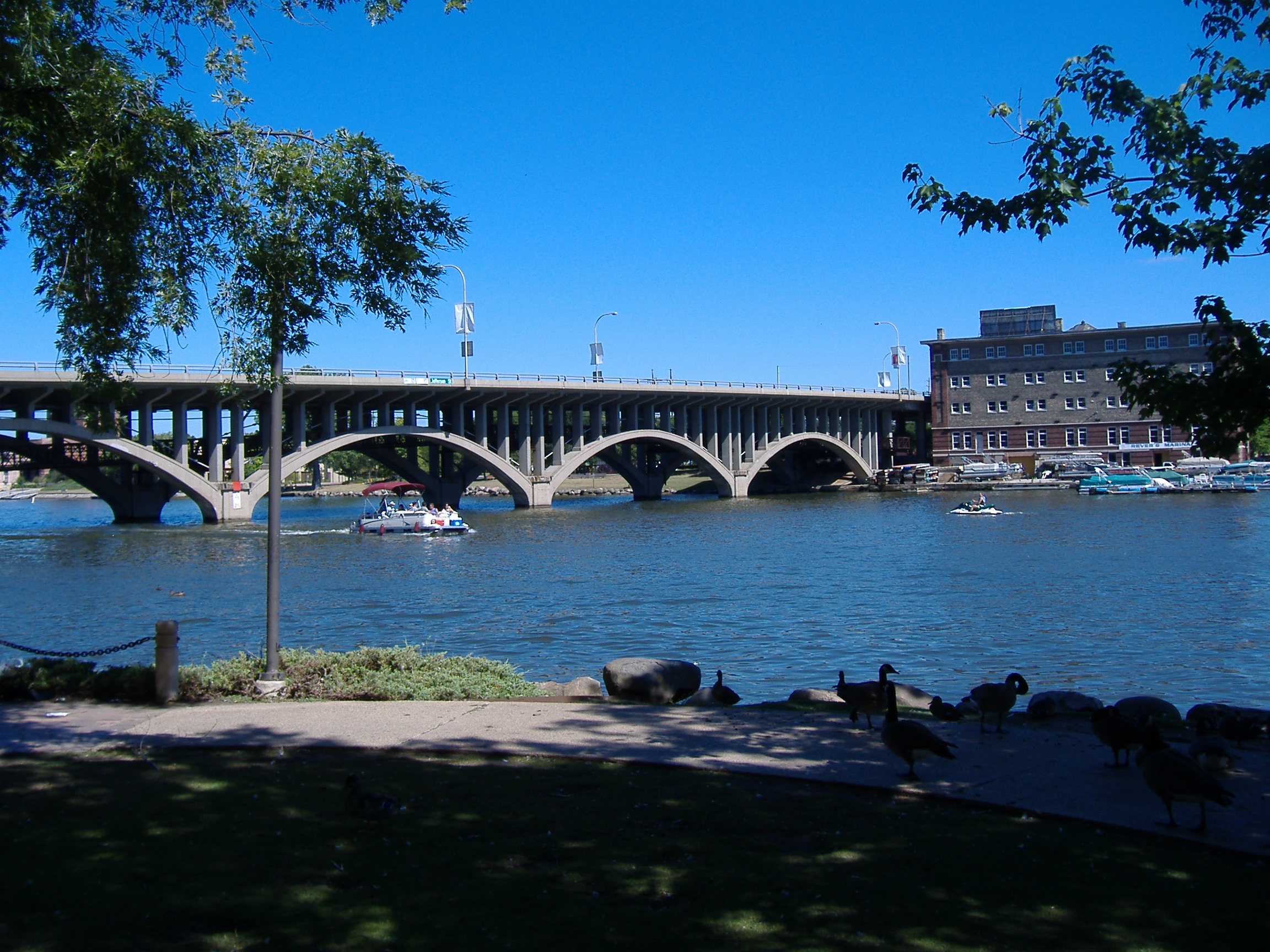
Jefferson Street Bridge in Rockford

Rockford liegt beiderseits des Rock River. Die Stadt erstreckt sich über 145,15 km², die sich auf 143,36 km² Land- und 1,79 km² Wasserfläche verteilen. Ein kleiner Teil davon liegt im Ogle County.
Am westlichen Rand von Rockford verläuft in Nord-Süd-Richtung die Interstate 39, die auf diesem Abschnitt mit dem U.S. Highway 51 deckungsgleich ist. Am südöstlichen Stadtrand trifft dieser Highway auf die aus südöstlicher Richtung kommende Interstate 90. Der U.S. Highway 20 verläuft in West-Ost-Richtung durch die Stadt. Die Illinois State Routes 2, 70 und 251 treffen im Zentrum der Stadt aufeinander.
Rockford ist auch Knotenpunkt mehrerer Eisenbahnlinien verschiedener Betreibergesellschaften.
Rund neun Kilometer südlich der Stadt liegt der Chicago Rockford International Airport.
Die nächstgelegenen größeren Städte sind Chicago (141 km südöstlich), Milwaukee im benachbarten Wisconsin (151 km nordöstlich), Wisconsins Hauptstadt Madison (119 km nördlich), Dubuque an der Schnittstelle der drei Bundesstaaten Illinois, Wisconsin und Iowa (149 km westlich), die Quad Cities an der Mündung des Rock River in den Mississippi River (182 km südwestlich) und Peoria (214 km südlich).

## Partnerstädte
- Browary, Ukraine, seit 1995
- Changzhou, China, seit 1999
- Borgholm, Schweden, seit 2002
- Cluj-Napoca, Rumänien, seit 2005
- Ferentino, Italien, seit 2006

## Demografische Daten
Bei der offiziellen Volkszählung im Jahre 2000 wurde eine Einwohnerzahl von 150.115 ermittelt. Diese verteilten sich auf 59.158 Haushalte in 37.328 Familien. Die Bevölkerungsdichte lag bei 1077,1 Einwohnern pro Quadratkilometer. Es gab 63.607 Wohngebäude, was einer Bebauungsdichte von 443,7 Gebäuden je Quadratkilometer entsprach.
Die Bevölkerung bestand im Jahre 2000 aus 72,8 Prozent Weißen, 17,4 Prozent Afroamerikanern, 0,3 Prozent Indianern, 2,2 Prozent Asiaten und 4,8 Prozent anderen. 2,5 Prozent gaben an, von mindestens zwei dieser Gruppen abzustammen. 10,2 Prozent der Bevölkerung bestand aus Hispanics, die verschiedenen der genannten Gruppen angehörten.
26,7 Prozent waren unter 18 Jahren, 9,2 Prozent zwischen 18 und 24, 29,7 Prozent von 25 bis 44, 20,4 Prozent von 45 bis 64 und 14,1 Prozent 65 und älter. Das mittlere Alter lag bei 34 Jahren. Auf 100 Frauen kamen statistisch 93,1 Männer, bei den über 18-Jährigen 88,9.
Das mittlere Einkommen pro Haushalt betrug 55.667 US-Dollar, das mittlere Familieneinkommen 65.465 US-Dollar. Das mittlere Einkommen der Männer lag bei 37.098 US-Dollar, das der Frauen bei 25.421 US-Dollar. Das Pro-Kopf-Einkommen belief sich auf 19.781 US-Dollar. Rund 10,5 Prozent der Familien und 14 Prozent der Gesamtbevölkerung lagen mit ihrem Einkommen unter der Armutsgrenze.

## Hochschulen
Rockford ist der Sitz der Rockford University, des Rock Valley College und des St. Anthony College of Nursing.

## Sehenswürdigkeiten
In Rockford befindet sich am Broadway das historische Herrick-Cobblestone-Haus, das 1980 vom National Register of Historic Places in die Register der Denkmalschutzbehörde aufgenommen wurde. Für weitere denkmalgeschützte Objekte und Anlagen siehe Liste der Einträge im National Register of Historic Places im Winnebago County (Illinois).

## Persönlichkeiten

### Söhne und Töchter der Stadt
- Sydney Janis Yard (1855–1909), Aquarellmaler
- Charles Henry Gilbert (1859–1928), Ichthyologe
- James H. Breasted (1865–1935), Ägyptologe und Historiker
- Swan Hennessy (1866–1929), Komponist
- Otto Herman Swezey (1869–1959), Entomologe
- Edith Quimby (1891–1982), Physikerin und Hochschullehrerin
- Walter Louis Dorn (1894–1961), Offizier, Historiker und Hochschullehrer
- George J. Dufek (1903–1977), Konteradmiral und Polarforscher
- Alston Scott Householder (1904–1993), Mathematiker
- Laurence S. Kuter (1905–1979), General der United States Air Force
- John W. Burton (1906–1978), Filmproduzent und Kameramann
- Frank Kurtz (1911–1996), Wasserspringer und Pilot der US Air Force
- John B. Anderson (1922–2017), Rechtswissenschaftler und Politiker
- Gordon Tullock (1922–2014), einer der Väter der Public Choice Theory
- Ben Abruzzo (1930–1985), Ballonfahrer
- Andra Martin (1935–2022), Schauspielerin
- Thomas George Doran (1936–2016), römisch-katholischer Bischof von Rockford
- Denny Christianson (1942–2021), Jazz-Trompeter und Komponist
- James E. Cartwright (* 1949), General des US Marine Corps und der achte Vizevorsitzende der Joint Chiefs of Staff
- John Ortberg (* 1957), evangelischer Theologe, Psychologe, Pastor der presbyterianischen Menlo-Park-Kirche
- Sandy Lenz (* 1960), Eiskunstläuferin
- Jodi Benson (* 1961), Schauspielerin, Synchronsprecherin und Sopranistin
- Ginger Lynn (* 1962), Pornodarstellerin und Schauspielerin
- Joe Mantello (* 1962), Schauspieler und Theaterregisseur
- Dennis Vaske (* 1967), Eishockeyspieler
- Heather Nauert (* 1970), Journalistin
- Weasel Walter (* 1972), Fusion- und Jazzmusiker
- Meredith Miller (* 1973), Radrennfahrerin
- Steven Cherundolo (* 1979), Fußballspieler
- Virgil Abloh (1980–2021), Mode- und Möbeldesigner
- Michelle Williams (* 1980), R&B- und Gospelsängerin
- Jinelle Zaugg-Siergiej (* 1986), Eishockeyspielerin und -trainerin
- Eric Palm (* 1987), Basketballspieler
- Piper Gilles (* 1992), Eistänzerin
- Fred VanVleet (* 1994), Basketballspieler
- James Robinson (* 1998), American-Football-Spieler
- Emily Bear (* 2001), Pianistin und Komponistin

### Weitere Persönlichkeiten
- John Early (1828–1877), Politiker und Mitglied des Senats von Illinois
- Jane Addams, (1860–1935), Feministin und Soziologin, studierte am Rockford Female Seminary, heute Rockford University

## Klimatabelle
|                       | Jan   | Feb  | Mär  | Apr  | Mai  | Jun   | Jul   | Aug   | Sep  | Okt  | Nov  | Dez  |   |       |
| Mittl. Tagesmax. (°C) | −3,0  | −0,2 | 6,6  | 14,7 | 21,6 | 26,8  | 28,8  | 27,4  | 23,4 | 16,8 | 7,9  | −0,1 | ⌀ | 14,3  |
| Mittl. Tagesmin. (°C) | −12,3 | −9,9 | −3,3 | 2,7  | 8,6  | 14,1  | 16,9  | 15,7  | 11,1 | 4,8  | −1,4 | −8,8 | ⌀ | 3,2   |
|                       |       |      |      |      |      |       |       |       |      |      |      |      |   |       |
| Niederschlag (mm)     | 32,5  | 29,0 | 62,5 | 92,7 | 93,0 | 114,8 | 104,6 | 105,4 | 96,5 | 73,2 | 65,3 | 52,1 | Σ | 921,6 |
|                       |       |      |      |      |      |       |       |       |      |      |      |      |   |       |
| Regentage (d)         | 6,0   | 5,3  | 8,5  | 9,1  | 8,9  | 8,4   | 7,9   | 7,6   | 7,6  | 6,8  | 7,3  | 7,4  | Σ | 90,8  |

| −12,3 |

| −9,9 |

| −3,3 |

| 2,7 |

| 8,6 |

| 14,1 |

| 16,9 |

| 15,7 |

| 11,1 |

| 4,8 |

| −1,4 |

| −8,8 |

| −12,3 |

| −9,9 |

| −3,3 |

| 2,7 |

| 8,6 |

| 14,1 |

| 16,9 |

| 15,7 |

| 11,1 |

| 4,8 |

| −1,4 |

| −8,8 |